# Hạ viện Pháp
Hạ viện Pháp (tiếng Pháp: Assemblée nationale) là hạ viện của Nghị viện Pháp. Trụ sở Hạ viện tại Điện Bourbon.
Khác với Thượng viện, Hạ viện có quyền bỏ phiếu bất tín nhiệm đối với Chính phủ. Lần cuối mà Hạ viện dùng quyền này là vào ngày 19.02.2015 để lật đổ chính quyền của Thủ tướng Manuel Valls, nhưng thất bại vì chỉ được 234 trong khi cần 289 phiếu. Việc bỏ phiếu bất tín nhiệm chính phủ chỉ thành công có một lần trong suốt lịch sử 57 năm tồn tại của nển đệ ngũ cộng hòa Pháp, đó là vào năm 1962, nhằm chống lại chính quyền của Georges Pompidou.
Quốc hội khóa XV (2012) có 577 đại biểu, được bầu trong cuộc bầu cử Lập pháp năm 2012, bầu cử phổ thông đầu phiếu theo hệ thống 2 vòng với nhiệm kỳ 5 năm. Khối Xã hội hiện chiếm đa số trong Quốc hội.
Chủ tịch hạ viện hiện tại là Yaël Braun-Pivet, nhậm chức từ ngày 28/6/2022.

## Lịch sử
Quốc hội Pháp gắn liền với nước Pháp trong gần 2 thế kỷ với các nguyên tắc dân chủ và trải qua nhiều biến cố khác nhau.
Chính trị Pháp từ thời kỳ 3 giai cấp (1789) đã cử đại diện thể hiện nguyên tắc tập trung dân chủ, các nguyên tắc bổ nhiệm và quyền hạn được thay đổi theo thời gian, trong khoảng thời gian không có Quốc hội nền dân chủ thường bị suy giảm, với nhiều tên gọi khác nhau trong các thời gian khác nhau. Quốc hội được thành lập năm 1789 cử các đại diện tham dự, sau đó tái lập từ giai đoạn 1848-1946 với vị trí đơn viện. Từ năm 1958 với bản Hiến pháp Đệ ngũ Cộng hòa tái lập lưỡng viện phân quyền.

## Quyền hạn
Quốc hội Pháp có quyền hạn:
- Tuyên bố chiến tranh và sử dụng lực lượng vũ trang can thiệp tại nước ngoài.
- Mở rộng phiên họp thêm tối đa 12 ngày.
- Tu chính Hiến pháp.

## Biểu quyết về luật
Quốc hội thông qua và đề xuất luật với Thượng viện. Nếu văn bản luật được Chính phủ đệ trình lên thì được gọi là dự thảo, và được gọi là luật đề xuất nếu do cơ quan Lập pháp đề xuất. Trong trường hợp dự thảo hoặc luật đề xuất bị bác bỏ tại Thượng viện, thì sẽ đưa lại Quốc hội để sửa đổi. Trong trường hợp do có ý kiến khác nhau giữa 2 viện mà sau 2 lần xem xét, thảo luận tại mỗi viện mà dự thảo không được thông qua hoặc trong trường hợp mỗi viện xem xét một lần mà Chính phủ tuyên bố tính cấp thiết phải ban hành thì Thủ tướng có quyền đề nghị một Ủy ban hỗn hợp có thành phần ngang số giữa 2 viện chịu trách nhiệm soạn thảo, đề xuất 1 văn bản về các quy định vẫn còn ý kiến khác nhau.
Văn bản do Ủy ban hỗn hợp soạn thảo có thể được Chính phủ trình 2 viện phê duyệt. Mọi sửa đổi bổ sung đều không được chấp thuận nếu có sự đồng ý của Chính phủ.

## Mối quan hệ với ngạch Hành pháp

### Giải thể
Sau khi tham khảo ý kiến của Thủ tướng, chủ tịch 2 viện, Tổng thống có quyền giải tán Quốc hội, nhưng không được giải tán Quốc hội một lần nữa trong năm tiếp sau tổng tuyển cử.
Tổng tuyển cử sẽ được tổ chức trong thời hạn sớm nhất là 20 ngày, muộn nhất là 40 ngày kể từ ngày giải tán Quốc hội.
Từ năm 1958 tới tháng 12/2012 đã có 5 cuộc giải tán Quốc hội.
1. Charles de Gaulle giải tán Quốc hội lần đầu tiên ngày 10/10/1962. Do bất đồng ý kiến với Thủ tướng Georges Pompidou
2. Charles de Gaulle giải tán Quốc hội lần thứ 2 ngày 30/5/1968 trong cuộc khủng hoảng tháng 5/1968.
3. François Mitterrand giải tán Quốc hội ngày 22/5/1981 do Đảng ông không nắm được quyền kiểm soát Quốc hội.
4. François Mitterrand giải tán Quốc hội ngày 14/5/1988 cùng với lý do như năm 1981 sau khi ông được tái đắc cử.
5. Jacques Chirac giải tán Quốc hội ngày 21/4/1997.

### Thông điệp
Tổng thống quan hệ với Quốc hội của Nghị viện bằng các thông điệp đọc trước Quốc hội và Nghị viện, Nghị viện không thảo luận về các thông điệp của Tổng thống.
Nếu thông điệp của Tổng thống được đưa ra trong thời gian Nghị viện không họp, thì Nghị viện phải triệu tập một phiên họp đặc biệt để nghe thông điệp của Tổng thống. 

### Quan hệ với Chính phủ
Như Nghị viện, Quốc hội cũng kiểm soát chính sách của Chính phủ. Có quyền hạn lớn hơn Thượng viện trong vấn đề bỏ phiếu bất tín nhiệm, kiến nghị chỉ trích, và Chính phủ có trách nhiệm giải thích đồng thời cam kết bằng văn bản. Thực tế phần lớn Quốc hội đều thảo thuận với Chính phủ để giải quyết các vấn đề.
Thành viên Chính phủ có quyền được vào Quốc hội để bảo vệ văn bản và chính sách của mình, ghế được đặt ở khu vực cuối cùng của đài bán nguyệt trong Quốc hội.

### Bỏ phiếu tín nhiệm
Quốc hội xem xét trách nhiệm của Chính phủ qua bỏ phiếu bất tín nhiệm Chính phủ. Thủ tục bỏ phiếu bất tín nhiệm Chính phủ chỉ được chấp nhận khi có chữ ký của ít nhất 10% số thành viên Quốc hội. Việc bỏ phiếu bất tín nhiệm Chính phủ chỉ được tổ chức sau 48 giờ kể từ lúc trình kiến nghị. Khi kiểm phiếu, chỉ cần tính các phiếu thuận không tín nhiệm Chính phủ và việc bất tín nhiệm Chính phủ được thông qua khi đạt đa số phiếu của các thành viên của Quốc hội. Trong trường hợp một kỳ họp thường lệ của Quốc hội, một thành viên Nghị viện không thể đứng tên đề xuất quá ba kiến nghị bỏ phiếu bất tín nhiệm Chính phủ và, trong kỳ họp bất thường của Quốc hội, thì không thể quá một kiến nghị bỏ phiếbất tín nhiệm Chính phủ.
Trong trường hợp Hạ viện bỏ phiếu bất tín nhiệm Chính phủ hoặc không phê duyệt chương trình hành động hoặc tuyên bố chính sách chung của Chính phủ, Thủ tướng phải đệ đơn từ chức của Chính phủ lên Tổng thống.
Kể từ năm 1958 tới tháng 4/2014 đã có 34 cuộc bỏ phiếu tín nhiệm.

### Chất vấn
Đại biểu Quốc hội có thể chất vấn thành viên Chính phủ bằng nhiều cách.
Câu hỏi bằng văn bản diễn ra ngoài phiên họp, các câu hỏi và trả lới được công bố công khai trên công báo.
Câu hỏi trực tiếp bằng lời nói diễn ra trong phiên họp, có những câu hỏi không cần thảo luận trước, và các câu trả lời thường được trả lời trong phiên họp hoặc sẽ được trả lời bằng văn bản công khai trên công báo.

### Phương pháp kiểm soát
Nghị sĩ có thể thành lập 1 Ủy ban điều tra, Ủy ban chịu trách nhiệm điều tra các vấn đề ảnh hưởng mang tính chất nghiêm trọng và ảnh hưởng sâu rộng tới công chúng. Ủy ban được giới hạn trong một thời gian nhất định và bao gồm các phiên điều trần, các Ủy ban không thường xuyên khác với các Ủy ban cố định thường trực.
Ngoài ra Ủy ban còn có nhiệm vụ thu thập thông tin và sự kiện về việc quản lý các dịch vụ công, công ty quốc gia, để trình lên phiên họp của Ủy ban. Đây là phương thức kiểm soát Chính phủ của Quốc hội.
Ngoài ra còn có các Ủy ban giám sát riêng biệt thường trực, Ủy ban Tài chính chịu trách nhiệm kiểm soát ngân sách quốc gia, Tòa Thẩm kế có nhiệm vụ giúp Quốc hội giám sát việc thực hiện pháp lệnh về ngân sách và tài chính an sinh xã hội.
Hội đồng Hiến pháp chịu trách nhiệm tu chính và giám sát các pháp lệnh của Chính phủ, Nghị viện có phù hợp với Hiến định không, nếu không phù hợp Hội đồng có thể yêu các bác bỏ.

## Phiên họp

### Tổ chức phiên họp
Có 3 kiểu phiên họp được tổ chức tại Quốc hội:
- Phiên họp thường kỳ từ tháng 10-tháng 6. Có 2 khóa thường kỳ trong 3 tháng mỗi năm (tương ứng 2/10-20/12 và từ 2/4-90/6 còn được gọi phiên họp mùa đông và phiên họp mùa hè). Mỗi phiên họp không quá 120 ngày.
- Phiên họp đặc biệt do Tổng thống triệu tập và do Thủ tướng yêu cầu, do đa số đại biểu Quốc hội và tối đa là 12 ngày tính từ khi khai mạc.
- Phiên họp chung được tổ chức từ 2 viện để nghe thông điệp Tổng thống hoặc được họp ngay sau khi bị yêu cầu giải tán theo yêu cầu của Tổng thống.

Lịch định kỳ được chia thành 4 chu kỳ tuần:
- 2 tuần kiểm tra các văn bản của Chính phủ.
- 1 tuần để xem xét các dự thảo luật và các luật đề xuất của Chính phủ và Nghị viện
- 1 tuần để kiểm soát Chính phủ.

### Phiên họp
Chương trình nghị sự được thiết lập bởi Hội nghị Đoàn Chủ tịch Quốc hội. Các cuộc tranh luận được tổ chức thành các phiên họp.
Chương trình Nghị sự thảo luận với Bộ phụ trách quan hệ Nghị viện. Việc trao đổi là bắt buộc, để thuận lợi cho việc chất vấn các thành viên của Chính phủ.
Các phiên họp được tổ chức công khái, trực tiếp bằng camera (không được áp dung triệt để cho Đệ ngũ Cộng hòa). Có thể tham dự phiên tranh luận bằng lời mới của một đại biểu. Báo cáo tổng hợp được đăng trên Công báo.
Đại biểu được phân vị trí cố định theo Đảng phái, hoặc theo chính sách theo đuổi như cánh tả hoặc cánh hữu. 

## Tổ chức
Quốc hội gồm Đoàn Chủ tịch, Ủy ban Thường trực và đại biểu các đảng.
Đoàn Chủ tịch thường bao gồm 22 người gồm Chủ tịch, 6 Phó Chủ tịch Quốc hội, 3 viên tài vụ và 12 thư ký.
Ủy ban Thường trực gồm 9 Ủy ban (tới 2013)
| Ủy ban                                                   | Chủ tịch                   |
| -------------------------------------------------------- | -------------------------- |
| Ủy ban các vấn đề Văn hóa giáo dục                       | Patrick Bloche (SRC)       |
| Ủy ban các vấn đề Kinh tế                                | François Brottes (SRC)     |
| Ủy ban các vấn đề người nước ngoài                       | Élisabeth Guigou (SRC)     |
| Ủy ban các vấn đề Xã hội                                 | Catherine Lemorton (SRC)   |
| Ủy ban Quốc phòng và các lực lượng vũ trang              | Patricia Adam (SRC)        |
| Ủy ban Phát triển bền vững và quy hoạch không gian       | Jean-Paul Chanteguet (SRC) |
| Ủy ban Tài chính, Kinh tế chung và kiểm soát ngân sách   | Gilles Carrez (UMP)        |
| Ủy ban Hiến pháp, pháp chế và quản lý chung của Cộng hòa | Jean-Jacques Urvoas (SRC)  |

Đại biểu Quốc hội tính tới ngày 10/1/2015.
|  | Khối                                | Thành viên | Thành viên liên quan | Tổng | Chủ tịch                                                      |
|  | ----------------------------------- | ---------- | -------------------- | ---- | ------------------------------------------------------------- |
|  | Xã hội, Cộng hòa bình dân           | 274        | 14                   | 288  | Bruno Le Roux                                                 |
|  | Liên minh vì phong trào nhân dân    | 190        | 8                    | 198  | Christian Jacob                                               |
|  | Liên hiệp Dân chủ và độc lập        | 30         | 0                    | 30   | Philippe Vigier (từ tháng 4/2014 thay thế Jean-Louis Borloo)  |
|  | Sinh thái                           | 17         | 1                    | 18   | Barbara Pompili (từ ngày 14/1/2013 thay thế François de Rugy) |
|  | Cấp tiến, Cộng hòa, Dân chủ tiến bộ | 18         | 0                    | 18   | Roger-Gérard Schwartzenberg                                   |
|  | Dân chủ Cộng hòa cánh tả            | 15         | 0                    | 15   | André Chassaigne                                              |

## Chủ tịch Hạ viện
Chủ tịch Quốc hội có vai trò lãnh đạo các cuộc tranh luận và tổ chức công việc của Hội đồng. Đây là nhân vật thứ tư của nhà nước trong các thứ tự ưu tiên trong các nghi lễ chính thức đằng sau Tổng thống các Thủ tướng và cuối cùng là Chủ tịch Thượng viện 26.
Trong thủ tục lập pháp, Tổng thống mở và đóng cửa, dẫn dắt các cuộc tranh luận và thực thi các quy tắc. Ông có thể được thay thế trong các chức năng này bởi một trong những phó chủ tịch. Kể từ cải cách hiến pháp năm 2008, có thể đệ trình một dự luật theo ý kiến của Hội đồng Nhà nước hoặc yêu cầu, cùng với Chủ tịch Thượng viện, kích động cuộc họp của một ủy ban chung, trong trường hợp của một Bill. Nó cũng đảm bảo tuân thủ các quy trình cho các hoạt động khác của Hội 27.
Ông cũng có các đặc quyền hiến pháp quan trọng: ông bổ nhiệm ba trong số chín thành viên của Hội đồng Hiến pháp và hai trong số sáu nhân vật bên ngoài của Hội đồng Tư pháp Tối cao (ngang hàng với Tổng thống Cộng hòa và Chủ tịch Thượng viện); ông phải được Tổng thống Cộng hòa hỏi ý kiến trước khi thực hiện một số quyền lực hiến pháp của mình (như giải thể hoặc liên quan đến toàn bộ quyền lực trong thời kỳ khủng hoảng C 32). Ông cũng có thể bất cứ lúc nào kháng cáo lên Hội đồng Hiến pháp để xác minh tính hợp hiến của một luật trước khi ban hành hoặc cam kết quốc tế. Nó cũng có thể quyết định, với Cục, cải cách các quy định và cách thức hoạt động của Quốc hội 27.
Khi các yếu tố này được kết hợp, chủ tịch Quốc hội của Quốc hội và Tòa án Tối cao Tư pháp 27.
Chủ tịch Quốc hội được bầu vào đầu cơ quan lập pháp trong suốt nhiệm kỳ. Phiên họp đầu tiên được chủ trì bởi thành viên lớn tuổi nhất tổ chức cuộc bầu cử tổng thống trong số các đại biểu. Cuộc bầu cử được thực hiện bằng cách bỏ phiếu kín tại tòa nhà của Phòng. Để được bầu, một MP phải có đa số tuyệt đối trong hai vòng đầu tiên, hoặc đa số tương đối ở vòng ba. Nếu vẫn còn một cà vạt, các ứng cử viên lớn tuổi nhất được bầu 27.
Mặc dù thông tin không được công bố, mức bồi thường của Chủ tịch Quốc hội được biết đến và là khoảng 21 000  € cao hơn so với các đại biểu đáng kể 28.

#### Phó chủ tịch
Sáu Phó Chủ tịch Quốc hội, có sự phân chia là đối tượng của sự đồng thuận giữa các nhóm chính trị khác nhau, những người đề cử ứng cử viên của họ trước, chủ yếu nhằm thay thế Chủ tịch Quốc hội ông bị ngăn cản, với một lệnh thay thế liên tiếp từ phó chủ tịch thứ nhất đến thứ sáu. Ngoài ra, mỗi Phó Chủ tịch chỉ đạo một trong sáu phái đoàn trong đó các thành viên của Cục được phân phối để chuẩn bị một số quyết định. Hiện tại có các đoàn chịu trách nhiệm:
- việc áp dụng quy chế của Thành viên,
- giao tiếp,
- hoạt động quốc tế,
- câu hỏi về văn phòng quốc hội,
- để kiểm tra sự chấp nhận của các hóa đơn
- nhóm học tập.

Họ cũng là một phần của Hội nghị của Chủ tịch cùng với Chủ tịch Quốc hội, chủ tịch của ủy ban và chủ tịch tập đoàn những người được yêu cầu đưa ra ý kiến về chương trình làm việc ưu tiên do chính phủ đề ra.

### Nhiệm vụ
Căn cứ vào Điều 10 (2) của các Sắc lệnh của Quốc hội, cuộc bầu cử các thành viên của Cục "diễn ra với mục đích tái tạo cấu hình chính trị của Hội đồng trong Cục". Do đó, trong số ba Quốc hội của Quốc hội, một trong số họ xuất phát từ phe đối lập.
Questeurs thực hiện các quyền lực rộng lớn trong các vấn đề tài chính, kế toán và hành chính trong khuôn khổ quyền tự chủ của Quốc hội.
Ba Questors chịu trách nhiệm cho các dịch vụ tài chính và hành chính. "Không có chi phí mới có thể phát sinh mà không cần thông báo trước". Do đó, các dịch vụ mà họ chịu trách nhiệm không thể trực tiếp chịu bất kỳ chi phí nào.